# Aage Berntsen
Aage Berntsen, född 16 maj 1885 på Særslev højskole på Fyn, död 16 april 1952 i Köpenhamn, var en dansk läkare, målare och poet.

## Bakgrund
Aage Berntsen växte upp i en bildad miljö på en folkhögskola på Fyn. Fadern, Klaus Berntsen, hade en vittomspännande karriär som folkhögskoleföreståndare, konseljpresident och minister. Modern var Anny C. M. O. Thomsen. Han var bror till bankdirektören Oluf Berntsen. Berntsen gifte sig 1928 med Irene Müller (1906-1981), dotter till direktören för Odense gasværk, Carl Johan Müller.
Han tog studentexamen från Borgerdydskolen i Köpenhamn 1903 och kandidatexamen i medicin från Köpenhamns universitet 1911. Under första världskrigets sista år (1918-1919) var han chef för den danska ambulansen i Paris. Därefter var han reservkirurg på Rigshospitalet (1921-1923) och kårläkare i den danska armén (1922). 1925-1935 verkade han som överläkare och tog doktorsexamen med avhandlingen Om Varicer paa Underextremiteterne 1925. Från 1927 praktiserade han i Köpenhamn som specialist i ortopediska och kirurgiska sjukdomar. Han var även chef för en poliklinik underställd Samfundet og hjemmet for vanføre. Från 1935 var han avdelningsläkare på Ortopædisk Hospital i Köpenhamn och från 1947 överläkare samt lektor i ortopedi. Han publicerade även läroböcker och mindre avhandlingar i ämnet, däribland Lærebog i Ortopædi (1934) och Ortopædisk Operationslære (1948).

## Konstnärlig verksamhet
Berntsen ägnade sig åt målning och poesi på fritiden. Han debuterade med diktsamlingen Digte 1908, i vilken han vävde samman natur och erotik. Vissa influenser av Emil Aarestrup och Sophus Claussen, bland andra, kan skönjas. I nästa diktsamling, Fiol og Sækkepibe (1910), får kärleken ta större plats gentemot naturen och skildrar en ung mans upplevelser. Därefter följde diktsamlingarna Klinten og Hveden (1914), Ungkarlens Visebog (1923), Min Ungdoms Sang (1925), En Daares Visdom, Coldevins Bog (1927), Den kostelige Gave (1929), Natten er vor egen (1939) och Ungkarlens Visebog og Ægtemandens Salmebog, udvalgte Vers (1942).  För sitt författarskap tilldelades han Holger Drachmann-legatet (1941) och Emil Aarestrup Medaillen.